# Крістін Курт
Крістін Курт (англ. Kristine Kurth; нар. 23 червня 1972) — колишня американська тенісистка.
Найвищу одиночну позицію світового рейтингу — 290 місце досягла 5 травня, 1997, парну — 180 місце — 26 травня, 1997 року.
Здобула 1 одиночний та 5 парних титулів.

## Фінали ITF

### Одиночний розряд: 6 (1–5)
| Результат | Ранг | Дата              | Турнір                       | Покриття | Суперниця        | Рахунок       |
| --------- | ---- | ----------------- | ---------------------------- | -------- | ---------------- | ------------- |
| Перемога  | 1.   | 28 липня 1991     | Роенок (Вірджинія), США      | Тверде   | Палома Коллантес | 6–3, 6–3      |
| Поразка   | 1.   | 11 серпня 1991    | Колледж-Парк (Меріленд), США | Тверде   | Луїс Стейсі      | 0–6, 2–6      |
| Поразка   | 2.   | 20 листопада 1994 | Сан-Сальвадор, Сальвадор     | Тверде   | Паула Кабесас    | 2–6, 2–6      |
| Поразка   | 3.   | 12 травня 1996    | Амазонас, Бразилія           | Тверде   | Патріція Вартуш  | 3–6, 6–7(10)  |
| Поразка   | 4.   | 18 серпня 1996    | Гуаякіль, Еквадор            | Ґрунт    | Селесте Контін   | 3–6, 2–6      |
| Поразка   | 5.   | 1 вересня 1996    | Сан-Сальвадор, Сальвадор     | Ґрунт    | Джоанн Мур       | 6–2, 4–6, 3–6 |

### Парний розряд: 8 (5–3)
| Результат | Ранг | Дата            | Турнір                     | Покриття | Партнерка     | Суперниці                           | Рахунок       |
| --------- | ---- | --------------- | -------------------------- | -------- | ------------- | ----------------------------------- | ------------- |
| Перемога  | 1.   | 29 серпня. 1994 | Лондон, Велика Британія    | Трава    | Забіне Герке  | Лінда Янссон Анна-Карін Свенссон    | 6–4, 6–4      |
| Перемога  | 2.   | 9 квітня 1995   | Пуерто-Вальярта, Мексика   | Тверде   | Джері Інгрем  | Дженніфер Каллен Мередіт Ґайґер     | 6–0, 7–6(0)   |
| Перемога  | 3.   | 23 квітня 1995  | Каракас, Венесуела         | Тверде   | Елікс Крік    | Марія Вірхінія Франсеса Нінфа Марра | 6–2, 2–6, 6–0 |
| Перемога  | 4.   | 2 червня 1996   | Ель-Пасо (Техас), США      | Тверде   | Ребекка Єнсен | Кейсі Смеші Сара Вокер              | 6–4, 6–4      |
| Поразка   | 1.   | 9 червня 1996   | Лоренсвілл (Джорджія), США | Тверде   | Ребекка Єнсен | Ванесса Вебб Аманда Огастус         | 6–7, 6–3, 4–6 |
| Поразка   | 2.   | 12 серпня 1996  | Гуаякіль, Еквадор          | Ґрунт    | Джоанн Мур    | Маріана Лопес Паласіос Паула Раседо | 2–6, 7–5, 5–7 |
| Перемога  | 5.   | 19 серпня 1996  | Ліма, Перу                 | Ґрунт    | Джоанн Мур    | Маріана Лопес Паласіос Паула Раседо | 6–2, 3–6, 6–2 |
| Поразка   | 3.   | 26 серпня 1996  | Сан-Сальвадор, Сальвадор   | Ґрунт    | Джоанн Мур    | Нурія Ньємес Грасіела Велес         | 5–7, 6–1, 1–6 |